# (2450) Ioannisiani
(2450) Ioannisiani (1978 RP; 1979 YT1) ist ein ungefähr 22 Kilometer großer Asteroid des äußeren Hauptgürtels, der am 1. September 1978 vom russischen (damals: Sowjetunion) Astronomin Nikolai Stepanowitsch Tschernych am Krim-Observatorium (Zweigstelle Nautschnyj) auf der Halbinsel Krim (IAU-Code 095) entdeckt wurde. Er gehört zur Themis-Familie, einer Gruppe von Asteroiden, die nach (24) Themis benannt ist.

## Benennung
(2450) Ioannisiani wurde nach Bagrat Konstantinowitsch Ioannissiani (1911–1985) benannt, der Designer von astronomischen Instrumenten, darunter die größten sowjetischen Teleskope, war.